# Vincent, Alabama
Vincent là một thị trấn thuộc quận Shelby, tiểu bang Alabama, Hoa Kỳ. Dân số năm 2009 là 2024 người, mật độ đạt 40 người/km².